# 赫爾維茨多項式
赫爾維茨多項式（Hurwitz polynomial）得名自德國數學家阿道夫·赫維茲，是一種特殊的多項式，其係數為正值，而且其根解都在複數平面的左半邊或是在虛軸上，也就是根的實部均為負數或是零。有時此一用語會將多項式根的實部限制為只允許負值，也就是解不能在虛軸上（赫爾維茨穩定多項式）。
若以下二個條件皆成立，複變數s 的多項式P(s)為赫尔维茨多項式：
1. 若s為實數，則P(s)為實數。
2. P(s)根的實部均為零或負值。
赫爾維茨多項式在控制系統理論中非常重要，其表示穩定線性非時變系統的特徵多項式。多項式是否赫爾維茨多項式可以直接求解方程式，或是用劳斯–赫尔维茨稳定性判据求得。

## 例子
以下是一個簡單的赫爾維茨多項式。
{\displaystyle x^{2}+2x+1.}
其唯一的實根−1，其因式為
{\displaystyle (x+1)^{2}.}

## 性質
對於赫爾維茨多項式，係數均為正值只是必要條件，不是充份條件。赫爾維茨多項式的充份必要條件是通過劳斯–赫尔维茨稳定性判据。利用其稳定性判据可以有效的判斷是否是赫尔维茨多項式。
赫爾維茨多項式的性質有：
1. 所有的極點及零點都在左半平面或是虛軸上。
2. 所有虛軸上的極點及零點均不為重根或重極點。
3. 所有虛軸的極點及零點都只有嚴格的正留數，函數有實部嚴格為正值的導數。
4. 在右半平面，PR函數實部的最小值出現在虛軸（因為解析函數的實部會組成平面上的调和函数，滿足最大定理。
5. 多項式沒有漏掉s的任何一個次方。